# Municipio de Findley (Pensilvania)
El municipio de Findley  (en inglés: Findley Township) es un municipio ubicado en el condado de Mercer en el estado estadounidense de Pensilvania. En el año 2000 tenía una población de 2.305 habitantes y una densidad poblacional de 42.0 personas por km².

## Geografía
El municipio de Findley se encuentra ubicado en las coordenadas 41°12′30″N 80°07′23″O / 41.20833, -80.12306.

## Demografía
Según la Oficina del Censo en 2000 los ingresos medios por hogar en la localidad eran de $42,153 y los ingresos medios por familia eran $46,250. Los hombres tenían unos ingresos medios de $30,495 frente a los $19,471 para las mujeres. La renta per cápita para la localidad era de $11,052. Alrededor del 6,6% de la población estaban por debajo del umbral de pobreza.